# Geoffrey Lewis

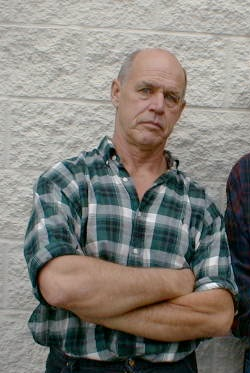
Geoffrey Lewis

Geoffrey Lewis (* 31. Juli 1935 in Plainfield, New Jersey; † 7. April 2015 in Woodland Hills, Kalifornien) war ein US-amerikanischer Schauspieler.

## Leben
Seine erste Rolle in einem Film bekam er 1963, seine erste große Rolle spielte er jedoch erst im Jahr 1972 im Westernstreifen Greenhorn. Lewis spielte in einem Zeitraum von 1973 bis 1997 in einigen Filmen von und mit Clint Eastwood. Häufig bediente der Charakterdarsteller das Rollenfach des Schurken, auch verkörperte er oft Rednecks oder allgemeiner „harte Kerle“.
Er trat in zahlreichen Fernsehserien in Gastrollen auf, darunter etwa in Unsere kleine Farm, Ein Engel auf Erden, Akte X – Die unheimlichen Fälle des FBI und Nip/Tuck – Schönheit hat ihren Preis. Lewis war auch als Drehbuchautor aktiv. 1993 verfasste er das Drehbuch zum Film The Janitor. 1996 gab er sein Debüt als Regisseur, als er für die Fernsehserie Land’s End einige Episoden inszenierte.
Geoffrey Lewis war zweimal verheiratet. Insgesamt wurde er Vater von zehn Kindern, eines davon ist die Schauspielerin Juliette Lewis. Er war Mitglied von Scientology. Lewis starb im April 2015 im Alter von 79 Jahren an einem Herzinfarkt.

## Filmografie (Auswahl)
- 1963: Preston & Preston (The Defenders, Fernsehserie, Folge 2x22)
- 1963: The Fat Black Pussycat
- 1970: Bonanza (Fernsehserie, Folge 12x02 Jamie, der Sohn des Regenmachers)
- 1970: High Chaparral (The High Chaparral, Fernsehserie, Folge 4x02)
- 1971: The Name of the Game (Fernsehserie, Folge 3x16 LA 2017)
- 1971: Ein mörderisches Team (Welcome Home, Soldier Boys)
- 1971/1972: Mannix (Fernsehserie, 2 Folgen)
- 1971–1972: Alias Smith und Jones (Alias Smith and Jones, Fernsehserie, 3 Folgen)
- 1972: Greenhorn (The Culpepper Cattle Co.)
- 1972: Die Stunde des Wolfs (Moon of the Wolf, Fernsehfilm)
- 1972: In schlechter Gesellschaft (Bad Company)
- 1972: Kobra, übernehmen Sie (Mission: Impossible, Fernsehserie, 2 Folgen)
- 1972: Rauchende Colts (Gunsmoke, Fernsehserie, Folge 18x13)
- 1972: Cannon (Fernsehserie, 2 Folgen)
- 1973: Kung Fu (Fernsehserie, Folge 1x11)
- 1973: Ein Fremder ohne Namen (High Plains Drifter)
- 1973: Jagd auf Dillinger (Dillinger)
- 1973: Mein Name ist Nobody (Il mio nome è Nessuno)
- 1973–1980: Barnaby Jones (Fernsehserie, 3 Folgen)
- 1974: Die Letzten beißen die Hunde (Thunderbolt and Lightfoot)
- 1974: Die Waltons (The Waltons, Fernsehserie, Folge 3x04)
- 1974: Das Diamantenquartett (The Great Ice Rip-Off, Fernsehfilm)
- 1975: Tollkühne Flieger (The Great Waldo Pepper)
- 1975: FBI – Kampf dem Terror (The FBI vs. the Ku Klux Klan, Fernsehfilm)
- 1975: Die knallharten Fünf (S.W.A.T., Fernsehserie, Folge 1x01)
- 1975: Der Wind und der Löwe (The Wind and the Lion)
- 1975: Starsky & Hutch (Fernsehserie, Folge 1x05)
- 1975: Die Straßen von San Francisco (The Streets of San Francisco, Fernsehserie, Folge 4x05)
- 1975: Harry O (Fernsehserie, Folge 2x07)
- 1975: Abenteurer auf der Lucky Lady (Lucky Lady)
- 1975–1976: Make-up und Pistolen (Police Woman, Fernsehserie, 3 Folgen)
- 1976: California Cops – Neu im Einsatz (The Rookies, Fernsehserie, Folge 4x23)
- 1976: Der Mann, den sie Pferd nannten – 2. Teil (The Return of a Man Called Horse)
- 1976: Die großen Houdinis (The Great Houdini, Fernsehfilm)
- 1976: Ein Sheriff in New York (McCloud, Fernsehserie, Folge 7x01)
- 1976/1983: Unsere kleine Farm (Little House on the Prairie, Fernsehserie, 2 Folgen)
- 1977: Der Sechs-Millionen-Dollar-Mann (The Six Million Dollar Man, Fernsehserie, Folge 5x05)
- 1977: Hawaii Fünf-Null (Hawaii Five-O, Fernsehserie, Folge 10x09)
- 1977/1980: Lou Grant (Fernsehserie, 2 Folgen)
- 1978: Wer den ersten Stein wirft… (When Every Day Was the Fourth of July, Fernsehfilm)
- 1978: Silbersattel (Sella d’argento)
- 1978: Mork vom Ork (Mork & Mindy, Fernsehserie, Folge 1x01)
- 1978: Der Mann aus San Fernando (Every Which Way but Loose)
- 1979: Colorado Saga (Centennial, Miniserie, Folge 1x11)
- 1979: Lee Tashido – Der Samurai (Samurai, Fernsehfilm)
- 1979: Ich kann’s am besten (Tilt)
- 1979: Gehirnwäsche (Human Experiments)
- 1979: Brennen muss Salem (Salem’s Lot, Miniserie, 2 Folgen)
- 1980: Ich, Tom Horn (Tom Horn)
- 1980: Die Königin der Banditen (Belle Starr, Fernsehfilm)
- 1980: Bronco Billy
- 1980: Heaven’s Gate
- 1980: Mit Vollgas nach San Fernando (Any Which Way You Can)
- 1980–1981: Flo (Fernsehserie, 29 Folgen)
- 1982: Bret Maverick (Fernsehserie, Folge 1x09)
- 1982: Ich, der Richter (I, the Jury)
- 1982: Die Schattenreiter (The Shadow Riders, Fernsehfilm)
- 1983: Ein Mann wie Dynamit (10 to Midnight)
- 1983: Thunderball (Return of the Man from U.N.C.L.E, Fernsehfilm)
- 1983: Schwester Dulcinas 1-Dollar-Coup (September Gun, Fernsehfilm)
- 1984: Kampf um Yellow Rose (The Yellow Rose, Fernsehserie, Folge 1x21)
- 1984: Der Komet (Night of the Comet)
- 1984: Geier, Geld und goldene Eier (Lust in the Dust)
- 1984: Falcon Crest (Fernsehserie, 9 Folgen)
- 1984: Ein Engel auf Erden (Highway to Heaven, Fernsehserie, Folge 1x13)
- 1984–1985: Aufstand der Verfluchten (Maximum Security, Fernsehserie, 7 Folgen)
- 1984/1985: Das A-Team (The A-Team, Fernsehserie, 2 Folgen)
- 1984/1986: Magnum (Magnum, P.I., Fernsehserie, 2 Folgen)
- 1985: Spenser (Spenser: For Hire, Fernsehserie, Folge 1x01)
- 1985: Ein Colt für alle Fälle (The Fall Guy, Fernsehserie, Folge 5x02)
- 1985: Agentin mit Herz (Scarecrow and Mrs. King, Fernsehserie, Folge 3x07)
- 1985: High-Life Klinik (Stitches)
- 1986: Dallas – Wie alles begann (Dallas: The Early Years, Fernsehfilm)
- 1986: Die Androiden – Sie sind unter uns (Annihilator, Fernsehfilm)
- 1986: Ein toller Hund (Spot Marks the X, Fernsehfilm)
- 1986: MacGyver (Fernsehserie, Folge 2x09 Warnende Träume)
- 1987: Mann muss nicht sein (Designing Women, Fernsehserie, Folge 1x19)
- 1987: Golden Girls (The Golden Girls, Fernsehserie, Folge 2x26 Leeres Nest)
- 1987–1996: Mord ist ihr Hobby (Murder, She Wrote, Fernsehserie, 4 Folgen)
- 1988: Matlock (Fernsehserie, Folge 2x16)
- 1988: Mächte des Grauens (Out of the Dark)
- 1988: CBS Summer Playhouse (Fernsehserie, Folge 2x07)
- 1988: Sheriff gesucht (Desert Rats, Fernsehfilm)
- 1988: Pancho Barnes – Ein Leben für's Fliegen (Pancho Barnes, Fernsehfilm)
- 1989: Fletch – Der Tausendsassa (Fletch Lives)
- 1989: Pink Cadillac
- 1989: Desperado 4: Krieg der Gesetzlosen (Desperado: The Outlaw Wars, Fernsehfilm)
- 1989: Tango und Cash (Tango & Cash)
- 1989: Heart Power (Catch Me If You Can)
- 1990: Rauchende Colts: Der letzte Apache (Gunsmoke: The Last Apache, Fernsehfilm)
- 1990: In der Hitze der Nacht (In the Heat of the Night, Fernsehserie, 2 Folgen)
- 1990: Tödliche Visionen (Disturbed)
- 1991: Geballte Ladung – Double Impact (Double Impact)
- 1992: Der Rasenmähermann (The Lawnmower Man)
- 1992: Hitch, der Geist aus der Flasche (Wishman)
- 1993: Codename: Nina (Point of No Return)
- 1993: Barett – Das Gesetz der Rache (Joshua Tree)
- 1993: Der Mann ohne Gesicht (The Man Without a Face)
- 1993: Only the Strong
- 1994: Wolfsblut 2 – Das Geheimnis des weißen Wolfes (White Fang 2: Myth of the White Wolf)
- 1994: Sam und Dave – Zwei Ballermänner auf Tauchstation (National Lampoon’s Last Resort)
- 1994: Maverick – Den Colt am Gürtel, ein As im Ärmel (Maverick)
- 1994: Walker, Texas Ranger (Fernsehserie, Folge 3x01 Polizeiterror)
- 1995: The Janitor (Kurzfilm, Sprechrolle)
- 1995: Wenn der schwarze Mann dich holt (When the Dark Man Calls, Fernsehfilm)
- 1995–1996: Land's End – Ein heißes Team für Mexiko (Land's End, Fernsehserie, 22 Folgen)
- 1997: American Perfect (American Perfekt)
- 1997: Mitternacht im Garten von Gut und Böse (Midnight in the Garden of Good and Evil)
- 1997: Das furchtlose Regiment (Rough Riders, Miniserie, 2 Folgen)
- 1999: Akte X – Die unheimlichen Fälle des FBI (The X-Files, Fernsehserie, Folge 6x10)
- 2000: Prophet's Game – Im Netz des Todes (The Prophet’s Game)
- 2000: Pensacola – Flügel aus Stahl (Pensacola: Wings of Gold, Fernsehserie, Folge 3x21)
- 2000: The Way of the Gun
- 2001: Titus (Fernsehserie, Folge 2x20)
- 2002: The New Guy
- 2002/2003: Odyssey 5 (Fernsehserie, 2 Folgen)
- 2003: The Guardian – Retter mit Herz (The Guardian, Fernsehserie, Folge 2x12)
- 2003: Dawson’s Creek (Fernsehserie, 2 Folgen)
- 2003: Nip/Tuck – Schönheit hat ihren Preis (Nip/Tuck, Fernsehserie, Folge 1x04)
- 2004: Cold Case – Kein Opfer ist je vergessen (Cold Case, Fernsehserie, Folge 1x13)
- 2004: Blueberry und der Fluch der Dämonen (Blueberry)
- 2004: Las Vegas (Fernsehserie, Folge 1x16 Voodoo-Zauber)
- 2004: Criminal Intent – Verbrechen im Visier (Law & Order: Criminal Intent, Fernsehserie, Folge 4x06)
- 2005: Fat Actress (Fernsehserie, Folge 1x05)
- 2005: Down in the Valley
- 2005: The Devil’s Rejects
- 2006: My Name Is Earl (Fernsehserie, Folge 1x23 Blei im Hintern)
- 2006: Criminal Minds (Fernsehserie, Folge 2x06 Das Haus auf dem Berg)
- 2006: Zombies (Wicked Little Things)
- 2007: Dr. House (House, Fernsehserie, Folge 3x12 Zwangsarbeit)
- 2007: Moving McAllister
- 2008: Das Weihnachtshaus (Christmas Cottage)
- 2009: The Butcher – The New Scarface (The Butcher)
- 2009: El Superbeasto (The Haunted World of El Superbeasto, Sprechrolle)
- 2010: Bloody Secretary (Miss Nobody)
- 2016: Retreat!
- 2017: High & Outside: A Baseball Noir